# Gafanhoto-do-deserto
O gafanhoto-do-deserto (Schistocerca gregaria) é uma espécie de gafanhoto causadora de grandes perdas agrícolas na Ásia, África e Oceania, também conhecida como gafanhoto-das-pragas.